# 居伊·卡尼韦
居伊·卡尼韋（Guy Canivet），1943年9月23日出生於法國隆斯勒索涅。居伊·卡尼韋是一名法國法官。
自2005年起，他擔任法國最高法院院長，因此是法國最高法院的法官。
2007年2月22日，法國國民議會議長讓-路易·德布雷任命居伊·卡尼韋為法國憲法委員會成員，以取代讓-克洛德·科利亞爾。